# Staatsterror
Staatsterror bezeichnet staatsphilosophisch den gezielten Einsatz der Angst der Bürger vor dem staatlichen Gewaltmonopol als Zwangsmittel des Staates zur Erzwingung der Gesetzestreue seiner Bürger. Nicht zu verwechseln ist der Staatsterror mit dem jüngeren Begriff des Staatsterrorismus.

## Staatsterror nach Hobbes
Am prominentesten wurde der Begriff vom Liberalismus des Kontraktualismus von Thomas Hobbes in seiner staatstheoretischen Schrift Leviathan aus dem Jahr 1651 geprägt. Für Hobbes verlieh der Terror dem Staat das notwendige und legale Zwangsmittel zu seiner Konstitution (terror of legal punishment). Die Bewertungen Hobbes reichen dabei von der Feststellung, er habe mit dem terror of legal punishment und seinem Kontraktualismus, also seiner „Staatskonstruktion die Logik der totalitären Regime (…) vorweggenommen“, bis hin zur Meinung, Hobbes habe „ganz im Gegenteil eine erste Begründung für den liberalen (…) Staat geboten.“

## Moderne Auffassungen

### Polizeistaat
Allgemeiner gefasst werden als Staatsterror auch Formen des Polizeistaates bezeichnet, die keine rechtsstaatliche Grundlage besitzen oder deren rechtsstaatliche Grundlagen in Zweifel gezogen werden.
Die Begründung eines Ausnahmezustandes dient in vielen staatlichen Krisensituationen dem Staat zur Legitimierung von Zwangsmitteln, die gemeinhin als terroristische verurteilt werden.

### Totalitarismus und Terror
Staatlicher Terror ist das wichtigste konstituierende Element totalitärer Staaten. Er bedeutet die nicht mehr berechenbare Anwendung physischer Gewalt als permanente Drohung für jeden. Staatsterror wird von Theoretikern des Totalitarismus des 20. Jahrhunderts zahlreichen Staaten vorgehalten.
Vor dem Hintergrund der Erfahrungen mit Terror des Nationalsozialismus, der mit dem Begriff Staatsterror nicht mehr zu fassen ist, und den totalitären Regimen des 20. Jahrhunderts werden die Grundannahmen der Moderne und ihre Konzepte wie Totalität, Biopolitik, Gouvernementalität kritisch diskutiert. Nach Hannah Arendt war der Terror im 20. Jahrhundert das wichtigste Kennzeichen nationalsozialistischer und stalinistischer totaler Herrschaft.

## Geschichtliche Beispiele

### Frankreich
Die Terrorherrschaft war eine Periode der Französischen Revolution. Sie begann im Juni 1793 und endete mit der Hinrichtung Robespierres am 27. Juli 1794.

### Russisches Kaiserreich und Sowjetunion
Auf der Seite des zaristischen bzw. später bürgerlichen Russlands organisierte sich die staatliche Gewalt in Form des Weißen Terrors. Bei der Etablierung der Oktoberrevolution galt Roter Terror als Gegenmittel zur Konterrevolution und sollte der Konstitution der Sowjetunion dienen. Der Stalinismus gilt als eine moderne und totalitäre Form des Staatsterrors. In diesem Zusammenhang ist auch der Große Terror zu nennen.

### Deutsches Reich
Reinhard Bernbeck sieht im „NS-Staat ein exemplarisches Beispiel“ für Staatsterror. Zentral scheint ihm neben der Einschüchterung und der Hervorrufung von Angst durch Willkürmaßnahmen bis zur physischen Gewalt die Unvorhersehbarkeit der staatlichen Maßnahmen bis zur Lebensbedrohung. Ein staatlicher Terrorapparat könne jederzeit und überall zuschlagen. Die Nazi-Zeit ist insofern eine geschichtlich bedeutsame Ausnahme des Staatsterrors, als der größte Teil der „Volksgemeinschaft“ das Regime und seine Terrormaßnahmen unterstützte.